# Cadel Evans Great Ocean Road Race (mannen)
De Cadel Evans Great Ocean Road Race is een jaarlijkse eendaagse wielerwedstrijd met start en finish in Geelong, Victoria, Australië. De wedstrijd, vernoemd naar zowel Cadel Evans als de Great Ocean Road -een 243 kilometer lange weg die in Allansford bij Warrnambool zijn eindpunt heeft-, werd voor het eerst georganiseerd in 2015 en diende als afscheidwedstrijd van de voormalig Tourwinnaar Evans. De wedstrijd bestaat uit een wedstrijd voor mannen en vrouwen.
Bij de mannen wonnen de Belgen Gianni Meersman (1e editie) en Dries Devenyns (6e) de race.

## Parcours
De start vindt in Geelong plaats en voert eerst naar Barwon Heads (Evans woonplaats in Australië) op het schiereiland Bellarine en vervolgens wordt koers gezet naar Torquay vanaf waar een gedeelte van de Great Ocean Road wordt gevolgd. Bij terugkeer na zo'n 113 kilometer in Geelong wordt door de mannen nog drie keer een plaatselijke omloop gereden van om en nabij 17 à 20 kilometer. De totale lengte bij de mannen varieert tussen de 164 en 174 kilometer. Tot en met 2019 legden de vrouwen enkel de 113 kilometer in lijn af. In 2020 volgde voor het eerst een plaatselijke omloop van acht kilometer.

## Geschiedenis
De eerste twee edities maakte de race deel uit van de UCI Oceania Tour. Vanaf 2017 staat de wedstrijd op de kalender van de UCI World Tour. De negen edities werden door negen renners uit zeven landen gewonnen. De Zuid-Afrikaan Daryl Impey stond driemaal op het erepodium, in 2018, 2019 en 2020. Telkens als derde.

## Podia
| Seizoen | Winnaar          | Tweede             | Derde             |
| ------- | ---------------- | ------------------ | ----------------- |
| 2015    | Gianni Meersman  | Simon Clarke       | Nathan Haas       |
| 2016    | Peter Kennaugh   | Leigh Howard       | Niccolò Bonifazio |
| 2017    | Nikias Arndt     | Simon Gerrans      | Cameron Meyer     |
| 2018    | Jay McCarthy     | Elia Viviani       | Daryl Impey       |
| 2019    | Elia Viviani     | Caleb Ewan         | Daryl Impey       |
| 2020    | Dries Devenyns   | Pavel Sivakov      | Daryl Impey       |
| 2021    | Niet verreden    | Niet verreden      | Niet verreden     |
| 2022    | Niet verreden    | Niet verreden      | Niet verreden     |
| 2023    | Marius Mayrhofer | Hugo Page          | Simon Clarke      |
| 2024    | Laurence Pithie  | Natnael Tesfatsion | Georg Zimmermann  |
| 2025    | Mauro Schmid     | Aaron Gate         | Laurence Pithie   |

## Overwinningen per land
| Overwinningen | Land                                                               |
| ------------- | ------------------------------------------------------------------ |
| 2             | België, Duitsland                                                  |
| 1             | Australië, Italië, Nieuw-Zeeland, Verenigd Koninkrijk, Zwitserland |

Mannen: 2015 · 2016 · 2017 · 2018 · 2019 · 2020 · 
2021-2022 · 2023 · 2024 · 2025
Vrouwen: 2015 · 2016 · 2017 · 2018 · 2019 · 2020 · 
2021-2022 · 2023 · 2024 · 2025
2011 · 2012 · 2013 · 2014 · 2015 · 2016 · 2017 · 2018 · 2019 · 2020 · 2021 · 2022 · 2023 · 2024 · 2025
Tour Down Under · Great Ocean Road Race · Ronde van de Verenigde Arabische Emiraten · Omloop Het Nieuwsblad · Strade Bianche · Parijs-Nice · Tirreno-Adriatico · Milaan-San Remo · Ronde van Catalonië · Classic Brugge-De Panne · E3 Harelbeke · Gent-Wevelgem · Dwars door Vlaanderen · Ronde van Vlaanderen · Ronde van het Baskenland · Parijs-Roubaix · Amstel Gold Race · Waalse Pijl · Luik-Bastenaken-Luik · Ronde van Romandië · Eschborn-Frankfurt · Ronde van Italië · Ronde van Auvergne-Rhône-Alpes · Ronde van Zwitserland · Copenhagen Sprint · Ronde van Frankrijk · Clásica San Sebastián · Ronde van Polen · Cyclassics Hamburg · Renewi Tour · Ronde van Spanje · Bretagne Classic · GP van Québec · GP van Montréal · Ronde van Lombardije · Ronde van Guangxi
2005 · 
2006 · 
2007 · 
2008 · 
2009 · 
2010 · 
2011 · 
2012 · 
2013 ·
2014 ·
2015 ·
2016 ·
2017 ·
2018 ·
2019 · 2020 · 2021 · 2022 · 2023 · 2024 · 2025
Belangrijkste wedstrijden

New Zealand Cycle Classic · Herald Sun Tour · Cadel Evans Great Ocean Road Race (voormalig)